# 부탄의 산

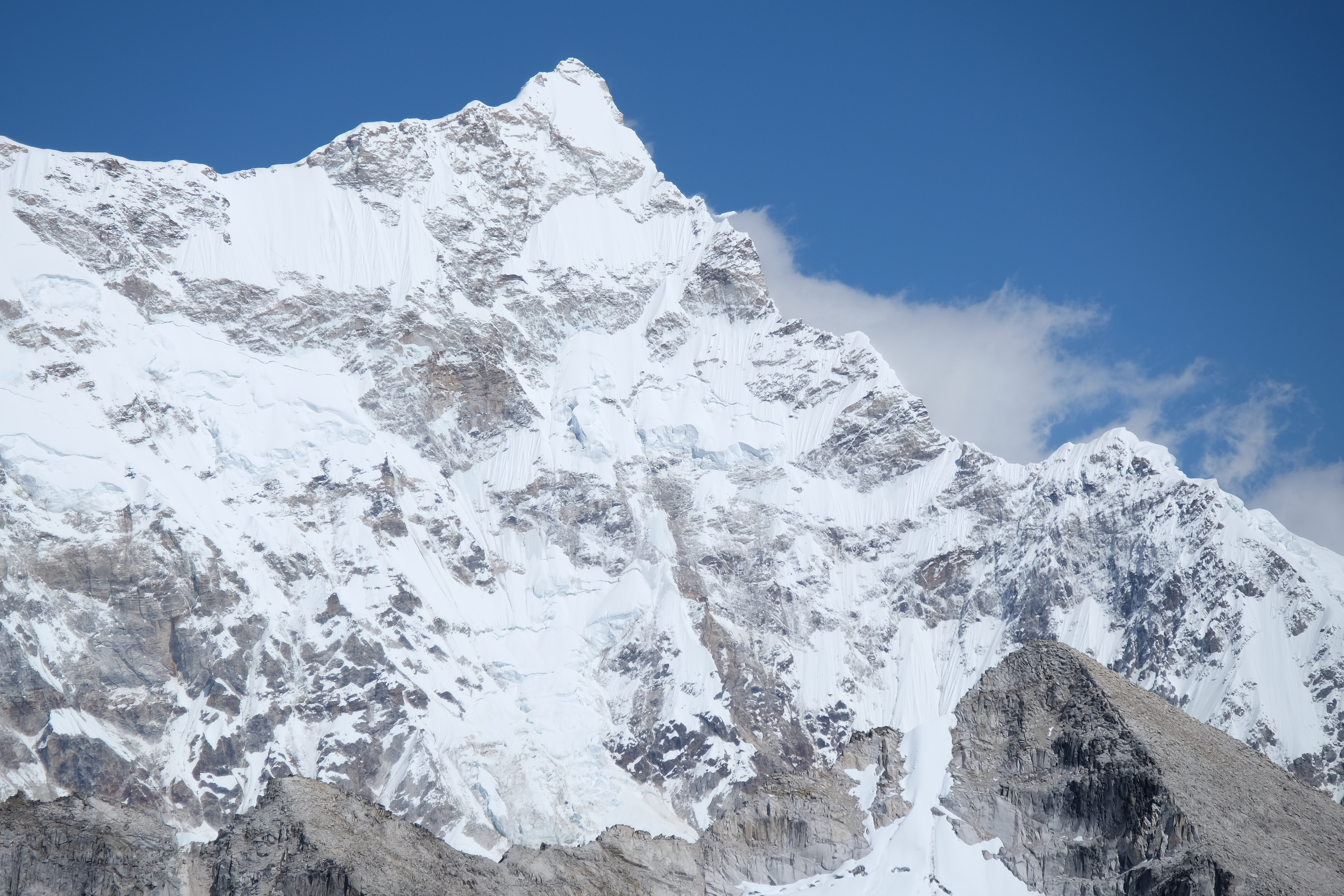
강카르 푼섬의 정상

부탄의 산은 왕국의 가장 두드러진 자연 지리적 특징 중 일부이다.

## 개요
동히말라야 남단에 위치한 부탄은 세계에서 가장 험준한 산악 지형을 가지고 있으며, 해발 160 미터 (520 ft)에서 7,000 미터 (23,000 ft) 이상까지 고도 변화가 심하고, 경우에 따라서는 서로 100 킬로미터 (62 mi)도 안 되는 거리에 위치하기도 한다. 부탄의 최고봉은 해발 7,570 미터 (24,840 ft)의 북중부 강카르 푼섬으로, 티베트와의 국경에 가깝다. 서쪽 춤비 계곡을 내려다보는 세 번째로 높은 봉우리인 조몰하리는 해발 7,314 미터 (23,996 ft)이며, 19개의 다른 봉우리가 7,000 미터 (23,000 ft)를 넘는다. 산악 지역의 날씨는 극심하다. 높은 봉우리에는 영구적인 눈이 쌓여 있고, 낮은 산과 깊은 계곡에는 일년 내내 강풍이 불어 여름에는 황량한 갈색의 바람 터널이 되고 겨울에는 얼어붙은 황무지가 된다. 매년 겨울 북쪽에서 발생하는 블리자드는 종종 남쪽으로 이동하여 중앙 고지로 들어온다.

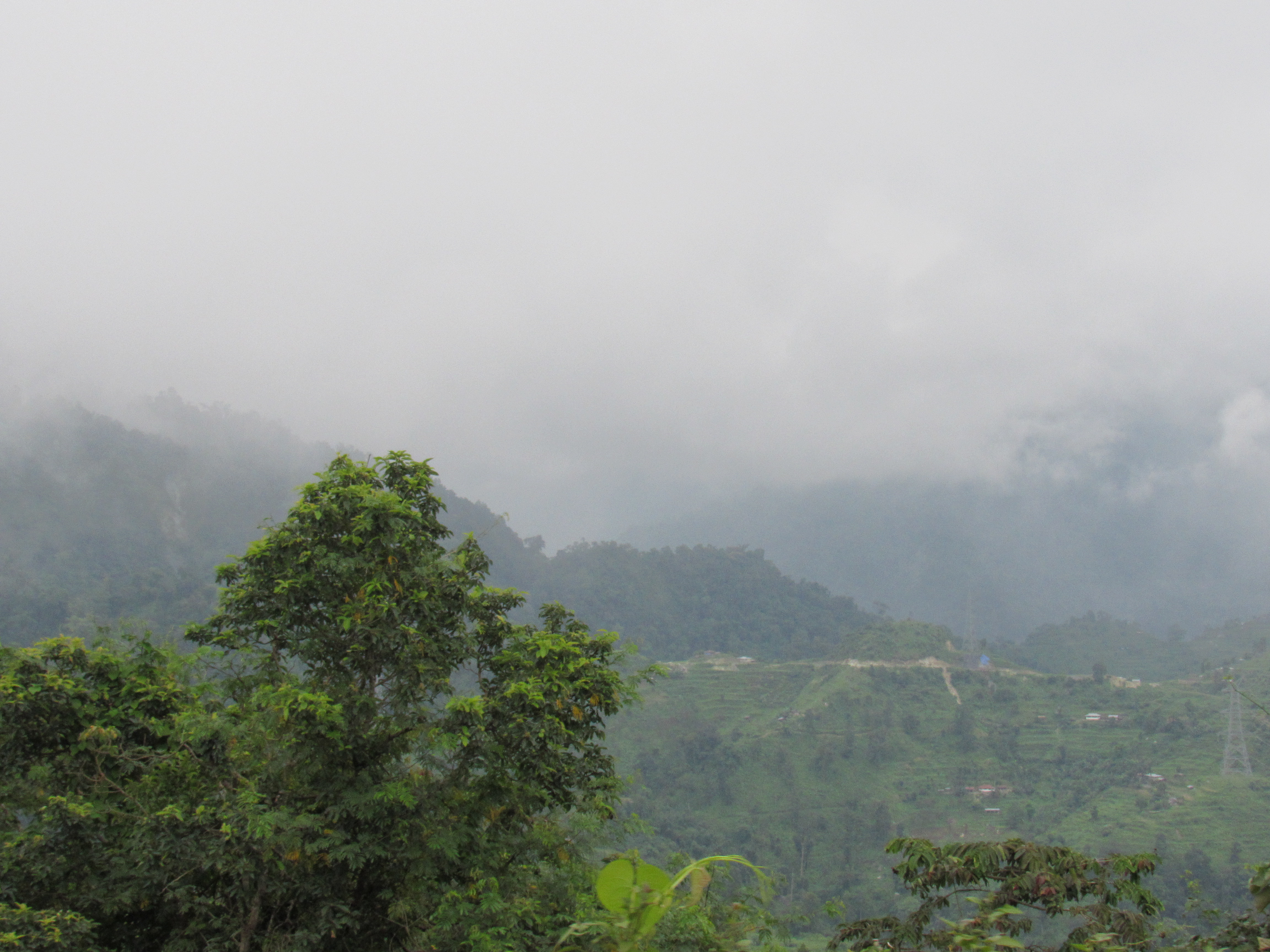
부탄의 녹색 산을 덮은 구름

부탄의 산들은 세 가지 주요 지리적 영역을 정의한다: 대히말라야 산맥, 히말라야 저지대 산맥 (또는 내히말라야), 그리고 아히말라야 산맥. 북쪽의 만년설로 덮인 대히말라야는 부탄-중국 국경을 따라 뻗어 있으며, 해발 약 5,500 미터 (18,000 ft)에서 7,500 미터 (24,600 ft) 이상의 봉우리가 있다. 북부 지역은 최고 고도에서 극지 기후를 가진 빙하 산봉우리의 호를 이룬다. 눈으로 뒤덮인 강이 흐르는 이 지역의 고산 계곡은 소수의 유목민들이 가축을 기르는 목초지를 제공한다. 1,500 미터 (4,900 ft)에서 5,500 미터 (18,000 ft) 사이의 히말라야 저지대의 돌출된 산맥은 서부 부탄에서 북서-남동 방향으로, 동부 부탄에서 북동-남서 방향으로 뻗어 있다. 이 산들은, 특히 서부 계곡들은 대부분의 종을 포함하여 왕국의 경제 및 문화적 중심지를 이룬다. 이 산악 지역은 해발 1,500 미터 (4,900 ft)까지의 구릉성 아히말라야와 낮은 두아르 평원과 대조된다. 많은 낮은 산맥은 거친 화강암 사암으로 구성되어 있으며, 가장 높은 고도의 암석은 운모와 활석 슬레이트의 융기된 층 사이에 편마암으로 이루어져 있다. 많은 산맥에는 석회암이 풍부하다.
부탄의 계곡은 빙하 녹은 물과 몬순 비로 채워지는 강에 의해 히말라야에 새겨져 있다. 부탄 인구의 대부분은 내히말라야의 험준한 남쪽 산줄기에 의해 분리된 계곡과 저지대에 집중되어 있다.:72, 84, 91 국가 고속도로 시스템을 포함한 부탄의 교통 현대화 및 개발에도 불구하고, 한 계곡에서 다음 계곡으로 이동하는 것은 여전히 어렵다. 서부 계곡은 중앙 부탄의 블랙 산맥에 의해 동쪽으로 경계 지어져 있으며, 이는 두 주요 강 시스템인 산코시강과 드랑메추강 사이의 분수계를 형성한다. 중앙 계곡은 동쪽으로부터 동가 산맥에 의해 분리되어 있다. 더 고립된 산악 계곡들은 몇 개의 작고 독특한 문화 및 언어 집단을 보호한다.
부탄은 티베트와 아삼주 사이의 경로를 포함하여 여러 전략적인 히말라야 산길을 통제한다. 이 경로들은 왕국으로 들어가는 유일한 길이며, 수세기 동안의 고립주의 정책과 함께 부탄에게 "신들의 산악 요새"라는 별명을 안겨주었다. 비록 영국이 부탄에 대한 보호령을 수립하고 저지대를 점령했지만, 산악 내부는 성공적으로 침공된 적이 없다.

## 대히말라야 산맥
대히말라야 산맥의 산들은 부탄 북부를 지배하며, 봉우리는 쉽게 7,000 미터 (23,000 ft)에 달할 수 있다. 가장 높은 봉우리들은 서쪽에서 동쪽으로 북부 하, 파로, 팀부현을 따라 뻗어 있으며, 가사현의 대부분, 최북단 왕두에포드랑현, 그리고 북부 붐탕현과 룬체현을 포함한다. 부탄의 최고봉은 강카르 푼섬으로, 7,570 미터 (24,840 ft)로 세계에서 가장 높이 오르지 않은 산이라는 명성을 가지고 있다. 강카르 푼섬, 쿨라 캉리, 통산지아부와 같은 일부 거대한 봉우리들은 부탄과 중국 간의 영토 분쟁 지역에 있다. 부탄의 주장에 따르면, 이 거대한 봉우리들은 가사현의 일부여야 한다. 지추 드레이크산과 같은 대히말라야의 다른 봉우리들은 가사 현에 위치한다.
대히말라야는 부탄의 빙하 대부분을 포함한다. 이 지역에는 부탄의 677개 빙하와 2,674개의 빙하호 및 보조 호수가 대부분 포함되어 있으며, 그중 25개는 GLOF의 위험을 초래한다. 부탄의 방대한 수의 빙하는 "계곡 빙하"와 "산악 빙하"로 분류되지만, 상당수의 "빙설사면" 및 "니치 빙하" 유형도 존재한다.:F323 루나나 게워그의 토르토르미 호수와 같은 일부 빙하호는 단일 수역이 아니라 빙상 위의 웅덩이들의 집합체이다.

## 히말라야 저지대 산맥
내히말라야라고도 불리는 히말라야 저지대 산맥은 대히말라야 산맥의 남쪽 산줄기로, 부탄의 중앙부를 지배한다. 동갸 산맥은 부탄-시킴주-티베트 국경의 삼각지대를 형성하며, 시킴주를 춤비 계곡에서 분리한다. 중앙 부탄의 블랙 산맥은 모추 강과 드랑메추 강이라는 두 주요 강 시스템 사이의 분수계를 형성한다. 블랙 산맥의 봉우리들은 해발 1,500 미터 (4,900 ft)에서 2,700 미터 (8,900 ft) 사이에 위치한다. 동부 부탄은 또 다른 남쪽 산줄기인 동가 산맥에 의해 나뉘며, 그 계곡들은 더 가파른 협곡인 경향이 있다.:181
대히말라야 산맥과 달리 내히말라야 산맥에는 빙하가 없지만, 일부 정상과 상부 경사면은 빙퇴석으로 덮여 있다.

### 블랙 산맥
블랙 산맥은 산코시강 동쪽에 위치한다. 푸나카와 트롱사의 중간에 위치하며, 서부 부탄을 민족언어학적으로 다양한 중앙 지역과 인구 밀도가 높은 동부 지역에서 분리한다.:119, 181 블랙 산맥 자체는 남서쪽과 남동쪽으로 가지를 뻗어 트롱사현까지 이른다. 해발 3,350 미터 (10,990 ft)의 펠레 라 고개는 역사적으로나 현대적으로 블랙 산맥에서 가장 중요한 고개이다.:84, 90, 152, 160–1
블랙 산맥 지역의 인구 고립은 큰 언어적, 민족적 다양성을 낳았다.:181 이곳은 라카, 녠카, 올레카 언어의 본고장으로, 서로 멀리 떨어진 티베트와 동보드 언어 집단을 대표한다.
트롱사와 자카르 사이에는 유토 라 고개(요통 라라고도 불림)가 가로지르는 또 다른 산맥이 있다. 동쪽으로 계속 가면 자카르와 쿠리추강 계곡 사이에 또 다른 산등성이가 있으며, 해발 3,600 미터 (11,800 ft)의 우라 게워그에 있는 우라 라 고개가 이를 가로지른다.:84

### 동가 산맥
가파른 동가 산맥은 붐탕현과 룬체현을 분리하며 라이다크강과 마나스강 시스템 사이의 분수계를 형성한다. 동가 산맥의 북동부 지역은 쿠르퇴(현대 쿠르퇴 게워그, 역사적인 쿠르토에 지방)로 알려져 있다. 동가 고개라고도 불리는 트룸싱 라 고개는 해발 3,787 미터 (12,425 ft)에서 동가 산맥을 가로지르는 유일한 도로 접근로이다. 더 북쪽에 있는 가파른 로당 라 고개는 비자동차 통행을 제공하며, 테봉 라를 포함한 여러 남쪽 고개는 목동들이 사용한다.:84 20,965 피트 (6,390 m)에 달하는 주요 봉우리가 트룸싱 라를 내려다보고 있다.
동쪽으로는 룬체 계곡과 트라시양체 계곡을 분리하는 또 다른 작은 산맥이 뻗어 있다.:84

### 타왕 산맥
마나스강 시스템의 동쪽으로, 타왕 산맥(콜롱이라고도 함)은 부탄의 동쪽 경계를 이룬다. 타왕 산맥은 아루나찰프라데시주 북동쪽에 있는 티베트에서 시작된다.

## 산 목록
| 산 | 미터 | 피트 | 현 틀:Mountain elev row |
| -- | ---- | ---- | ----------------------- |

## 같이 보기
- 부탄의 극점
- 부탄의 지리
- 부탄의 계곡